# Memoria (liturgia)
Una memoria è il termine che del Rito romano si usa per indicare quelle celebrazioni del santorale che hanno importanza liturgica minore che le feste e le solennità. Essa può essere: obbligatoria, se da celebrare ogni anno a meno di essere impedita da una domenica o da una celebrazione di rango superiore; o facoltativa (ad libitum), se è lasciata ai celebranti la decisione se officiarla o no.
Hanno il grado di memoria la maggior parte delle celebrazioni dei santi. La memoria non prevede né il canto del Gloria né del Credo, che sono esclusive delle feste e delle solennità la prima, la seconda delle solennità. 
Le memorie si celebrano solo se non cade quello stesso giorno una celebrazione di importanza maggiore: all'uopo il Messale e i libri della Liturgia delle ore riportano all'inizio una tabella in cui si determina l'importanza relativa delle varie celebrazioni dell'anno liturgico, e la loro reciproca precedenza.
In particolare le memorie che cadono in Quaresima sono celebrate in tono ancora minore, per evitare di togliere forza alla stessa Quaresima, e sono dette commemorazioni: in tal caso si fa menzione del santo esclusivamente nella colletta.

## Memorie nel Calendario romano generale
Hanno grado di memoria obbligatoria le seguenti ricorrenze liturgiche. Ad esse, a livello locale, si aggiungono le memorie proprie delle diocesi e delle congregazioni; in tali contesti, inoltre, alcune ricorrenze possono assumere il grado di festa o solennità, oppure venir celebrate in date differenti (in genere il giorno successivo) in caso di occorrenza permanente con ricorrenze locali di grado superiore o di precedente istituzione.
| Mese                         | Giorno                       | Celebrazione                                            | Letture proprie | Colore liturgico |
| ---------------------------- | ---------------------------- | ------------------------------------------------------- | --------------- | ---------------- |
| Gennaio                      | 2                            | Santi Basilio Magno e Gregorio Nazianzeno               |                 | bianco           |
| Gennaio                      | 17                           | Sant'Antonio abate                                      |                 | bianco           |
| Gennaio                      | 21                           | Sant'Agnese                                             |                 | rosso            |
| Gennaio                      | 24                           | San Francesco di Sales                                  |                 | bianco           |
| Gennaio                      | 26                           | Santi Timoteo e Tito                                    | Sì              | bianco           |
| Gennaio                      | 28                           | San Tommaso d'Aquino                                    |                 | bianco           |
| Gennaio                      | 31                           | San Giovanni Bosco                                      |                 | bianco           |
| Febbraio                     | 5                            | Sant'Agata                                              |                 | rosso            |
| Febbraio                     | 6                            | Santi Paolo Miki e compagni                             |                 | rosso            |
| Febbraio                     | 10                           | Santa Scolastica                                        |                 | bianco           |
| Febbraio                     | 14                           | Santi Cirillo e Metodio                                 |                 | bianco           |
| Febbraio                     | 23                           | San Policarpo                                           |                 | rosso            |
| Marzo                        | 7                            | Sante Perpetua e Felicita                               |                 | rosso            |
| Aprile                       | 7                            | San Giovanni Battista de La Salle                       |                 | bianco           |
| Aprile                       | 11                           | Santo Stanislao di Cracovia                             |                 | rosso            |
| Aprile                       | 29                           | Santa Caterina da Siena                                 |                 | bianco           |
| Maggio                       | 2                            | Sant'Atanasio di Alessandria                            |                 | bianco           |
| Maggio                       | 26                           | San Filippo Neri                                        |                 | bianco           |
| Lunedì dopo Pentecoste       | Lunedì dopo Pentecoste       | Maria Madre della Chiesa                                | Sì              | bianco           |
| Giugno                       | 1                            | San Giustino                                            |                 | rosso            |
| Giugno                       | 3                            | Santi Carlo Lwanga e compagni                           |                 | rosso            |
| Giugno                       | 5                            | San Bonifacio                                           |                 | rosso            |
| Giugno                       | 11                           | San Barnaba                                             | Sì              | rosso            |
| Giugno                       | 13                           | Sant'Antonio di Padova                                  |                 | bianco           |
| Giugno                       | 21                           | San Luigi Gonzaga                                       |                 | bianco           |
| Giugno                       | 28                           | Sant'Ireneo di Lione                                    |                 | rosso            |
| Terzo sabato dopo Pentecoste | Terzo sabato dopo Pentecoste | Cuore Immacolato di Maria                               | Sì              | bianco           |
| Luglio                       | 11                           | San Benedetto                                           |                 | bianco           |
| Luglio                       | 15                           | San Bonaventura da Bagnoregio                           |                 | bianco           |
| Luglio                       | 26                           | Santi Gioacchino e Anna                                 | Sì              | bianco           |
| Luglio                       | 29                           | Santi Marta, Maria e Lazzaro di Betania                 | Sì              | bianco           |
| Luglio                       | 31                           | Sant'Ignazio di Loyola                                  |                 | bianco           |
| Agosto                       | 1                            | Sant'Alfonso Maria de' Liguori                          |                 | bianco           |
| Agosto                       | 4                            | San Giovanni Maria Vianney                              |                 | bianco           |
| Agosto                       | 8                            | San Domenico di Guzmán                                  |                 | bianco           |
| Agosto                       | 11                           | Santa Chiara d'Assisi                                   |                 | bianco           |
| Agosto                       | 14                           | San Massimiliano Maria Kolbe                            |                 | rosso            |
| Agosto                       | 20                           | San Bernardo di Chiaravalle                             |                 | bianco           |
| Agosto                       | 21                           | San Pio X                                               |                 | bianco           |
| Agosto                       | 22                           | Maria Regina                                            | Sì              | bianco           |
| Agosto                       | 27                           | Santa Monica                                            |                 | bianco           |
| Agosto                       | 28                           | Sant'Agostino d'Ippona                                  |                 | bianco           |
| Agosto                       | 29                           | Martirio di San Giovanni Battista                       | Sì              | rosso            |
| Settembre                    | 3                            | San Gregorio Magno                                      |                 | bianco           |
| Settembre                    | 13                           | San Giovanni Crisostomo                                 |                 | bianco           |
| Settembre                    | 15                           | Beata Vergine Addolorata                                | Sì              | bianco           |
| Settembre                    | 16                           | Santi Cornelio e Cipriano                               |                 | rosso            |
| Settembre                    | 20                           | Santi Andrea Kim Taegon e Paolo Chong Hasang e compagni |                 | rosso            |
| Settembre                    | 23                           | San Pio da Pietrelcina                                  |                 | bianco           |
| Settembre                    | 27                           | San Vincenzo de' Paoli                                  |                 | bianco           |
| Settembre                    | 30                           | San Girolamo                                            |                 | bianco           |
| Ottobre                      | 1                            | Santa Teresa di Lisieux                                 |                 | bianco           |
| Ottobre                      | 2                            | Santi Angeli Custodi                                    | Sì              | bianco           |
| Ottobre                      | 4                            | San Francesco d'Assisi                                  |                 | bianco           |
| Ottobre                      | 7                            | Madonna del Rosario                                     | Sì              | bianco           |
| Ottobre                      | 15                           | Santa Teresa d'Avila                                    |                 | bianco           |
| Ottobre                      | 17                           | Sant'Ignazio di Antiochia                               |                 | rosso            |
| Novembre                     | 4                            | San Carlo Borromeo                                      |                 | bianco           |
| Novembre                     | 10                           | San Leone Magno                                         |                 | bianco           |
| Novembre                     | 11                           | San Martino di Tours                                    |                 | bianco           |
| Novembre                     | 12                           | San Giosafat Kuncewycz                                  |                 | rosso            |
| Novembre                     | 17                           | Sant'Elisabetta d'Ungheria                              |                 | bianco           |
| Novembre                     | 21                           | Presentazione di Maria                                  | Sì              | bianco           |
| Novembre                     | 22                           | Santa Cecilia                                           |                 | rosso            |
| Novembre                     | 24                           | Sant'Andrea Dung-Lac e compagni                         |                 | rosso            |
| Dicembre                     | 3                            | San Francesco Saverio                                   |                 | bianco           |
| Dicembre                     | 6                            | San Nicola                                              |                 | bianco           |
| Dicembre                     | 7                            | Sant'Ambrogio                                           |                 | bianco           |
| Dicembre                     | 13                           | Santa Lucia                                             |                 | rosso            |
| Dicembre                     | 14                           | San Giovanni della Croce                                |                 | bianco           |

## La celebrazione eucaristica nelle memorie
Nei giorni in cui cada una memoria, nella celebrazione eucaristica si usano le orazioni liturgiche proprie del santo del quale si fa memoria.
La liturgia della parola è quella della feria, a meno che si faccia menzione esplicita del santo nella prima lettura o nel Vangelo: in tal caso si usano le letture riportate nel proprio dei santi o nel rispettivo comune.

## La liturgia delle ore nelle memorie
Nella liturgia delle ore si deve prendere obbligatoriamente dal santorale la seconda lettura dell'Ufficio delle letture. Le altre parti solamente quando lo si indica esplicitamente.
In particolare, non si cambia mai la prima lettura dell'Ufficio delle letture: le rubriche del breviario prescrivono che si legga fedelmente quella della feria, a meno che non si stia celebrando una festa o una solennità.
Nelle Lodi mattutine e nei Vespri, nella maggioranza delle memorie si recitano i salmi della feria. Alcune memorie fanno eccezione. La lettura breve con il suo responsorio, l'antifona al cantico evangelico, le invocazioni e le intercessioni possono essere prese della feria o del comune, a meno che il santorale indichi testi propri.
Se una memoria ricorre durante il tempo di Quaresima può essere celebrata come "commemorazione" nel modo seguente: dapprima si celebra l'intero ufficio previsto per la feria di Quaresima, poi si aggiungono alcune parti proprie del santo che si sta celebrando. Nell'ufficio delle letture, dopo la seconda lettura con il suo responsorio, si aggiunge la lettura agiografica propria con il suono responsorio e l'orazione del santo; nelle lodi mattutine e nei vespri, dopo l'orazione conclusiva, si aggiungono l'antifona e l'orazione propria.
Particolare memoria facoltativa nella liturgia delle ore è quella di Santa Maria in Sabato.